# Juan Francisco Sans

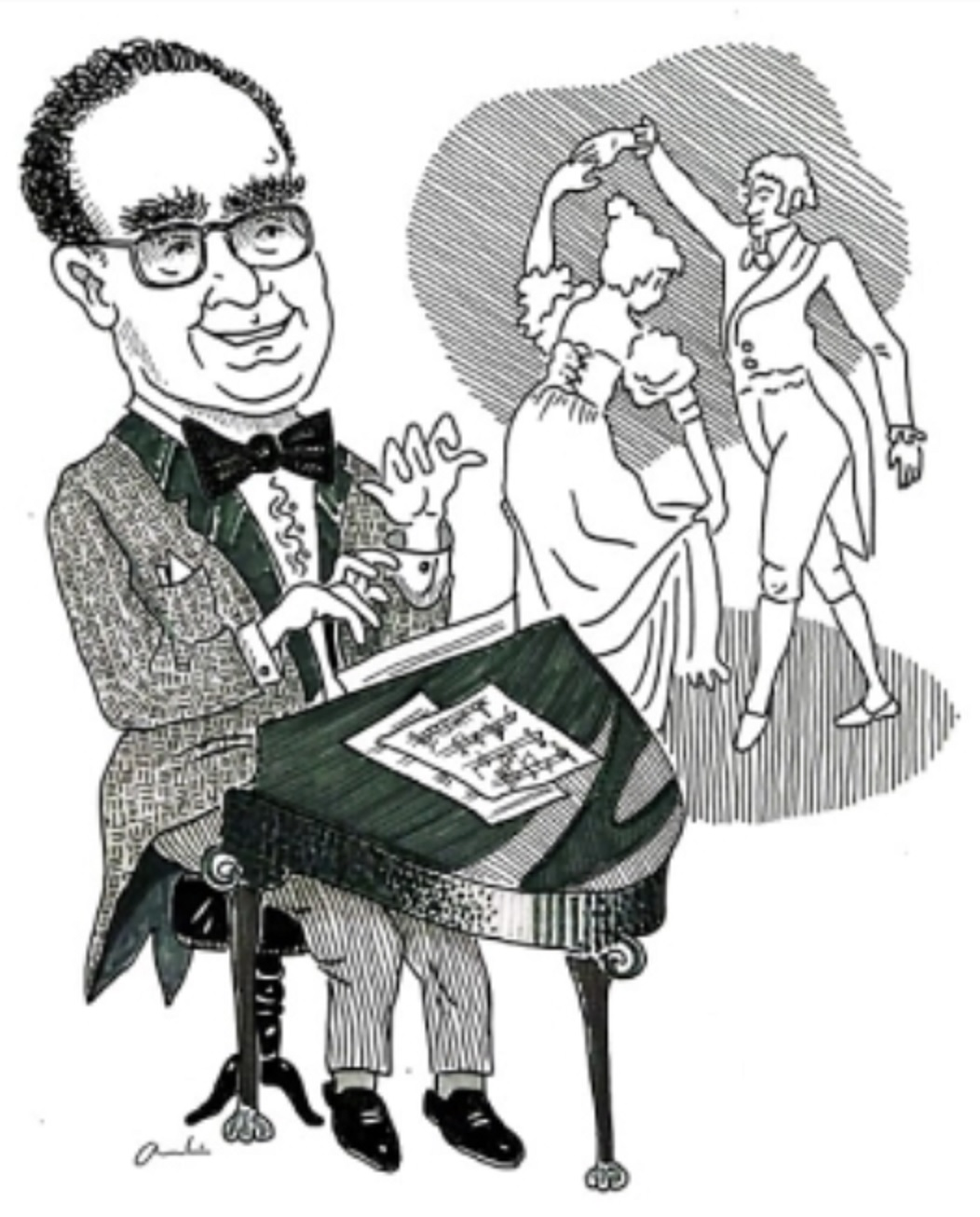
Juan Francisco Sans y los bailes de salón. Obra do músico e artista plástico Andrés Barrios em homenagem póstuma. Revista Mayéutica - Universidad Centrooccidental Lisandro Alvarado

Juan Francisco Sans Moreira (Caracas; 17 de fevereiro de 1960 - Medellín; 27 de agosto de 2022) foi um musicólogo e compositor venezuelano, professor Titular e pesquisador da Universidade Central de Venezuela (UCV). Por mais de 35 anos dedicou-se à interpretação musical no piano, flauta doce e órgão, além de regência orquestral e coral, bem como à pesquisa.
Foi musicólogo, escritor, docente e locutor. Se empenhou para que a música fosse incluída na educação formal, a fim de construir e garantir valores dentro da sociedade. Como compositor, produtor e diretor artístico, produziu um leque de obras musicais que lhe fizeram credor de reconhecimento internacional.
Foi pioneiro na divulgação da execução da música para piano a quatro mãos, juntamente com sua esposa Mariantonia Palacios, também pianista, professora e pesquisadora da UCV. Trabalhou como locutor nas emissoras Radio Capital, Emisora Cultural de Caracas e Radio Nacional de Venezuela.
Foi membro da Sociedade Venezuelana de Música Contemporânea, da Sociedade Francesa de Análise Musical, da Sociedade Espanhola de Musicología, da seção latinoamericana da International Association for the Study of Popular Music (IASPM), da Sociedade de Autores e Compositores da Venezuela, da Sociedade Venezuelana de Musicología e da International Musicological Society.

## Estudos
Em 1982, formou se professor intérprete de piano na Escola de Música Juan Manuel Olivares (Caracas), sob a tutela da professora Gerty Reskova de Haas. Em 1984 ingressou na Escola de Artes da UCV e obteve sua licenciatura em Artes, menção Música, além da licença de locutor por parte do Ministério de Transporte e Comunicações de Venezuela. Em 1978 graduou-se como mestre compositor do Conservatorio Nacional de Música Juan José Landaeta em Caracas, sob orientação dos professores Primo Casale, Ángel Sauce, Héctor Tosar e Antonio Mastrogiovanni.
Em 1998, obteve o título de Magister Scientiarum em Musicologia Latino-Americana pela UCV, com o apoio dos professores Ismael Fernández De La Cuesta, Victoria Eli Rodríguez, Aurelio Tello, Walter Guido, Humberto Sagredo, Eduardo Kusnir e Francisco Kröpfl. Em 2003, torna-se Magister Artium da Universidade de Costa Rica; em 2004 a Yamaha Music Foundation outorgou-lhe o Advanced Certificate in Yamaha Fundamentals Grade 5 e em 2013 concluiu seu doctorado em Humanidades na UCV.
No doutorado aperfeiçoou-se em órgão, análise musical e orquestração, regência orquestral, piano, música electroacústica, análise schenkeriana e estudos do discurso.

## Carreira
Iniciou sua carreira profissional como Diretor do Conservatorio Italiano de Música (1981-1990) localizado em Caracas; depois seguiu como pianista e vice director do Coro de Ópera do Teatro Teresa Carreño (1985-1990). Foi Diretor da Orquestra do Conservatorio Nacional de Música Juan José Landaeta (1990-1995) e membro dp Conselho Diretor da Comissão Artística da Orquestra Filarmónica Nacional de Caracas (1996-2000). Durante 1990-2000 trabalhou como produtor e locutor do programa radiofônico “Compositores de América”, transmitido pela Rádio Nacional de Venezuela.
Entre 1997-1999 foi nomeado presidente da Fundação Vicente Emilio Sojo (FUNVES-CONAC), orgão máximo de pesquisa musicológica da Venezuela e um dos mais importantes da América Latina. Em 1999-2002 é designado Chefe do Departamento de Música da Escola de Artes da Universidade Central de Venezuela. Entre 2003 e 2004 foi Diretor do Coro Sinfónico Nacional da Costa Rica e Diretor Geral do Centro Nacional da Música daquele país.
Sua carreira continuou como Coordenador da área de Artes e do Mestrado em Musicología Latinoamericana (2005-2008), e Diretor da Escola de Arte da UCV (2008-2015). Em 2014 fez parte do Comité Académico do Doctorado em Humanidades da UCV e entre 2015-2016 foi Subdirector Académico da Escola Nacional de Cinema.
Quanto à sua atividade docente, lecionou Análise e Composição no Conservatorio Nacional de Música Juan José Landaeta (Caracas, 1987-2000). Foi professor de piano na Academia Musical Bansbach e na Escola Municipal de Artes Integradas (2003-2004); instrutor do Coro da Universidade Latinoamericana de Ciências e Tecnologia (ULACIT, 2004) e professor titular de Regência Coral na Universidade Nacional de Heredia (2004), atividades desenvolvidas na Costa Rica.
Na Fundação Vicente Emilio Sojo (Funves-Conac), foi Diretor Artístico no I e II Encontro Nacional de Compositores (1994, 1996). Também organizou o I Congresso Venezuelano de Musicología (1997), o I Congresso Iberoamericano: A música nos salões do século XIX  (1998), o 8.º Concurso Latinoamericano de Piano Teresa Carreño (1998), e o Concurso Internacional de Guitarra Alirio Díaz (1998).
Também organizou o Seminário “Números e notas: Reflexões matemáticas sobre a música” (2000), o Coloquio “Sons e pensamentos: Reflexões filosóficas sobre a natureza da música” (2001), as VII Jornadas de Investigação da Faculdade de Humanidades e Educação (2001), o IX Congresso de IASPM-LA-UCV (2010) e o Simposio “A edição musical em Venezuela. Estado atual e perspectivas” (2012), este com o apoio do Centro de Estudos Latinoamericanos Rómulo Galegos.

## Publicações
Publicou seus textos como pesquisador em livros e revistas especializadas, obtendo reconhecimentos em nível internacional, entre os quais se pode mencionar:

### Livros
- Los bailes de salón en Venezuela. Fundación Bigott, Caracas. 2016.[8]
- La graciosa sandunga. Cuaderno de piezas de bailes del s. XIX recopilado por Pablo Hilario Giménez. Fundación Bigott, Caracas. 2012.[8]
- Música popular y juicios de valor: una reflexión desde América Latina (com Rubén López Cano). 2011.[8]

### Artigos e capítulos de livros
- Nineteenth Century Spanish American Salon as a Translocal Music Scene. In: Made in Latin America. Studies in Popular Music, Julio Mendívil y Christian Spencer (Eds.). 2016:37-45.[9]
- Cuatro obras colombianas para piano a cuatro manos. En: A Contratiempo. 2015; (26).[10]
- La edición musical como ocasión extrema de la interpretación. En: Música e Investigación. Revista anual del Instituto Nacional de Musicología “Carlos Vega”. 2015; (23):17-43.[9]
- Orígenes del gentilicio musical en el siglo XIX en Hispanoamérica: genealogía de un proceso. En: Boletín Música. 2014; (36):21-50.[9]
- El discurso musical. En: Suma del pensar venezolano. Sociedad y cultura. De lo real a la imagen. Libro 3. Con Mariantonia Palacios. Fundación Empresas Polar, Caracas. 2012:827-1008. ISBN 9803793039 / ISBN 9789803793036
- Baile y poder en la Colombia de Bolívar. En: Ensayos. Historia y teoría del arte. 2012; (22):137-168. Música en clave, Revista venezolana de música (en línea) Vol. 4 – 2, maio-agosto de 2010.[9]
- El patrimonio musical iberoamericano en el concierto mundial: las sinfonías del Nuevo Mundo. En: Musicología desde Ecuador, Ministerio de Cultura, Municipalidad de Loja, Loja. 2012; 1:33-43.[9]
- Computational Modeling of Reproducing-Piano Rolls, con Gustavo Colmenares, René Escalante y Rina Surós. En: Computer Music Journal. 2011; 35(1): 58-75.[11]
- Inocente Carreño: un tropator del siglo XXI. Música en clave, Revista venezolana de música (en línea). 2010; 4 – 2, maio-agosto.
- Algunas consideraciones adicionales sobre el ritmo y la notación del merengue. En: Akademos. 2009; 11(1-2): 117-142.
- Textos de musicología. Número especial de Akademos coordinado por Juan Francisco Sans. 2009; 11(1-2).
- Estrategias retóricas en los compositores de la Escuela de Chacao. En: Roberto Casazza, Javier Storti, Lucía Casasbellas y Gustavo Míguez (Eds.). Artes, ciencias y letras en la América Colonial, Teseo, Busnos Aires, Tomo II. 2009:273-284.[9]
- Análisis de la discografía venezolana en música académica a través del método musicométrico. Con Adriana Colmenares y Consuelo Ramos. En: Escritos en arte y cultura. 2003; III etapa, Número especial 17-18, pp. 211-230.[9]
- Un nuevo concierto para arpa y orquesta: Prélude, Valse et Rigaudon de Reynaldo Hahn. En: Extramuros. Revista de la Facultad de Humanidades y Educación, Universidad Central de Venezuela. 2003 (18).[9]
- Oralidad y escritura en el texto musical. En: Akademos, Revista de la Comisión de Postgrado de la Facultad de Humanidades y Educación, Universidad Central de Venezuela. 2001; 3(1):89-114.[9]
- Palíndromos. En: Escritos, Revista universitaria de Arte y Cultura, Universidad Central de Venezuela. 2001; Año 13, III etapa, No. 14.[9]
- Patrones de improvisación y acompañamiento en la música venezolana del siglo XIX. En: Resonancias, Instituto de Música-Pontificia Universidad Católica de Chile, Santiago de Chile, No. 8 (con Mariantonia Palacios). Mención honorífica del Premio de Musicología Samuel Claro Valdez. 2001.[9]
- Género, tradición y derechos de autor. En: Los Rostros de la Identidad, Carmen Elena Alemán y Fernando Fernández (Comp.), Equinoccio-Ediciones de la Universidad Simón Bolívar y Fundación Bigott, Caracas. 2001:601-612.[9]
- Sonata y trivialidad en América Latina. En: Revista Musical de Venezuela. 1998; (37):137-162.[9]
- Fundación Vicente Emilio Sojo: un balance de 20 años. En: Venezuela 98, Ministerio de Relaciones Exteriores, Caracas, julio-septiembre. 1998:72-76.[9]
- Sinfonía en el Palmar, o cómo un alemán puede aprender a bailar el joropo sin caerse. En: Centenario Colegio Humboldt, compilado por Hanns Dieter Elschnig y Karl Krispin, Asociación de Antiguos Alumnos del Colegio Humboldt. 1994:117-120.[9]
- Una aproximación analítica a las obras de los compositores de la Escuela de Chacao. En: Revista Musical de Venezuela. 1993; (32-33):58-77.[9]

## Obras musicais

### Composições próprias
- Nova et vetera, para trío de guitarras. Em: Dois tríos-Colecção de compositores venezuelanos para guitarra, ed. Alejandro Bruzual/Fundação Vicente Emilio Sojo, Caracas. 2000.[9]
- Maricela, para harpa sozinha. Em: Argos, Revista da Divisão de Ciências Sociais e Humanidades da Universidade Simón Bolívar. 1995; (22-23).[9]
- Nova et vetera, para trío de guitarras. Em: Música para guitarra. Associação Cultural Maraven-Zulia. 1991.
- Canto Aborigen, para flauta e harpa. Em: Música e Ensaio. Caracas. 1985.[9]

### Discos compactos (como intérprete)
- Juan Bautista Plaza. Obras para piano. Juan Francisco Sans, piano. Ediciones de la Fundación Juan Bautista Plaza-CONAC. 2006.
- Nació el Redentor. Aguinaldos Venezolanos del século XIX. Juan Francisco Sans, piano. 2005
- A bailar tocan. Géneros de Pataleo en la Venezuela del século XIX. Dúo Sans Palacios, (piano a cuatro manos). Ediciones del CDCH-UCV. 2000.
- Celedonia. Quinteto de vientos/Quinteto de vientos de la Orquesta Filarmónica Nacional, Juan Francisco Sans (piano)/Editado por Música y Tiempo. 1998.
- La Revuelta. Signos de la Postmodernidad. Omar Acosta (flauta), Juan Francisco Sans (piano). Editado por Música y Tiempo. 1997.
- 9X4. Signos de la postmodernidad. Dúo Sans-Palacios (piano a cuatro manos). Ediciones de Juventudes Musicales de Venezuela. 1996.
- Nuevos Aguinaldos Venezolanos del século XIX-Colección Ramón Montero/Pianista en el Conjunto de Aguinaldo. Ediciones de Miguel Astor y Juan Francisco Sans. 1996.
- Con Corda. Bajo el signo de lo postmoderno/Luis Gómez Imbert (contrabajo), Juan Francisco Sans (piano). Editado por Lyric Classical. 1994,
- Cello Romántico. André Poulet (chelo), Juan Francisco Sans (piano). Editado por Manoca Records Venezuela S.A., (s.f.).

### Discos compactos (como compositor)
- Incanto. Contemporary Venezuelan Music. Incluye su obra Canto Aborigen. Ysmael Reyes (flauta), Susan Olenwine (piano). 2012.
- La canción de arte venezolana. Homenaje a Willy Mager/Incluye su canción Seis por ocho, con texto de Carlos Augusto León/Diana Duque (soprano) y Crismar Gómez (piano). 2003.
- Celedonia. Quinteto de vientos. Incluye su obra Fantasía Casale para quinteto con piano. Quinteto de vientos de la Orquesta Filarmónica Nacional, Juan Francisco Sans (piano). Editado por Música y Tiempo. 1998.
- La Revuelta. Signos de la Postmodernidad. Omar Acosta (flauta), Juan Francisco Sans (piano). Incluye su obra Canto Aborigen, para flauta y piano. Editado por Música y Tiempo. 1997.
- Canto Aborigen/Marisela González, arpa clásica/Incluye sus obras Canto aborigen para flauta y arpa, y Maricela, para arpa sola/Editado por Equinoccio. 1996.
- Con Corda. Bajo el signo de lo postmoderno/Luis Gómez Imbert (Contrabajo), Juan Francisco Sans (Piano)/Incluye su obra De la liberación de las formas, para contrabajo y piano/Editado por Lyric Classical. 1994.
- Nova et Vetera/Trío Raúl Borges/Incluye su obra Nova et Vetera, para trío de guitarras/Editado por Lyric Digital. 1993.

### Discos compactos (como productor y director artístico)
- Evencio Castellanos: Concierto para piano y orquesta. Orquesta Filarmónica Nacional, Dir. Pablo Castellanos. Director artístico. 1999.
- Modesta Bor-Genocidio/Orquesta Filarmónica Nacional, Dir. Pablo Castellanos. Productor y director artístico 1998.
- Fuga Criolla, Juan Bautista Plaza/Orquesta Filarmónica Nacional, Dir. Pablo Castellanos. Productor. 1998.
- Venezuela en el século XIX/José Vicente Torres, piano. Productor. 1998.
- Vicente Emilio Sojo- Misa Cromática/Orquesta Filarmónica Nacional, Dir. Pablo Castellanos. Director artístico. 1997.

### Orquestrações
- Tres valses venezolanos de concierto de Federico Villena para orquesta (originales para un piano a cuatro manos). Estreno el domingo 6 de octubre de 2013, Orquesta Filarmónica Nacional, dirigida por Miguel Ángel Monroy. 2013.
- Mi Teresita y Un bal, un reve de Teresa Carreño, para orquesta (original para piano solo). Estrenada el jueves 2 de febrero de 2012, Orquesta Sinfónica del Edo. Miranda, dirigida por Juan Francisco Sans. 2011.[12]
- Piezas tradicionales del folklor costarricense, para voz y orquesta de cuerdas. Encargo de la Camerata Escuela Municipal de Artes Integrales de Santa Ana, Costa Rica. 2003.
- 16 villancicos navideños (aguinaldos y villancicos). Encargo del Coro Sinfónico Nacional de Costa Rica. Estrenada en diciembre de 2003 en Costa Rica, con la Orquesta Sinfónica y el Coro Sinfónico Nacional de Costa Rica.
- Preludie, Vals et Rigaudon, para arpa diatónica y orquesta (original para arpa cromática y piano), de Reynaldo Hahn. Estrenada en octubre de 2002, en el Festival Musical homenaje a Reynaldo Hahn, por la Orquesta Sinfónica Simón Bolívar bajo la dirección de Carlos Riazuelo.
- Ocho canciones de Navidad (aguinaldos y villancicos), de Ricardo Pérez, José María Izaza, y anónimos. Encargo de la Orquesta Sinfónica Juvenil de Chacao. 2001.
- 17 piezas infantiles (original para piano), de Antonio Estévez. Interpretada por la Orquesta Sinfónica Simón Bolívar (Dir. Alfredo Rugeles) y la Orquesta Sinfónica Municipal de Caracas (Dir. Carlos Riazuelo). 2000.[9]
- Fantasía Bolivariana (original para Banda), de Pedro Elías Gutiérrez. Interpretada por la Orquesta Filarmónica de Caracas (Dir. Pablo Castellanos). 1999.
- Fantasía Venezolana (original para 2 pianos), de Juan Vicente Lecuna. Interpretada por la Orquesta Sinfónica Simón Bolívar (Dir. Alfredo Rugeles). 1994.